# Podkomaje
Podkomaje – dawny zaścianek. Obecnie część Hwozdowicz na Białorusi, w obwodzie witebskim, w rejonie postawskim, w sielsowiecie Komaje.

## Historia
W czasach zaborów zaścianek w gminie Komaje, w powiecie święciańskim Imperium Rosyjskiego. W 1866 roku miał 3 dusze rewizyjne, należał do dóbr skarbowych Komaje. W 1905 roku liczył 10 mieszkańców, 43 dziesięciny.
W dwudziestoleciu międzywojennym zaścianek leżał w Polsce, w województwie wileńskim, w powiecie święciańskim, w gminie Komaje.
W 1931 w 4 domach zamieszkiwało 17 osób.
Miejscowość należała do parafii prawosławnej w Komajach. Podlegała pod Sąd Grodzki w Hoduciszkach i Okręgowy w Wilnie; właściwy urząd pocztowy mieścił się w Komajach.
W wyniku napaści ZSRR na Polskę we wrześniu 1939 miejscowość znalazła się pod okupacją sowiecką. 2 listopada została włączona do Białoruskiej SRR. Od czerwca 1941 roku pod okupacją niemiecką. W 1944 miejscowość została ponownie zajęta przez wojska sowieckie i włączona do Białoruskiej SRR.